# En ægte Yankee
En ægte Yankee er en amerikansk stumfilm fra 1917 af Richard Stanton.

## Medvirkende
- George Walsh som Dick Mason
- Enid Markey som Alexia
- Joseph J. Dowling som Mason
- Charles Edler som Coyote Jones
- James O'Shea som James O'Malley